# Bíbortorkú erdőcsillag
A bíbortorkú erdőcsillag (Myrtis fanny) a madarak osztályának sarlósfecske-alakúak (Apodiformes)  rendjébe és a kolibrifélék (Trochilidae) családjába tartozó Myrtis  nem egyetlen faja.
A magyar név forrással nincs megerősítve.

## Előfordulása
Ecuador és Peru területén honos. A természetes élőhelye szubtrópusi vagy trópusi éghajlati övezetben lévő száraz erdők, síkvidéki- és hegyi esőerdők, valamint síkvidéki száraz cserjések.

## Alfajai
- Myrtis fanny fanny (Lesson, 1838)
- Myrtis fanny megalura Zimmer, 1953